# Triángulo de invierno

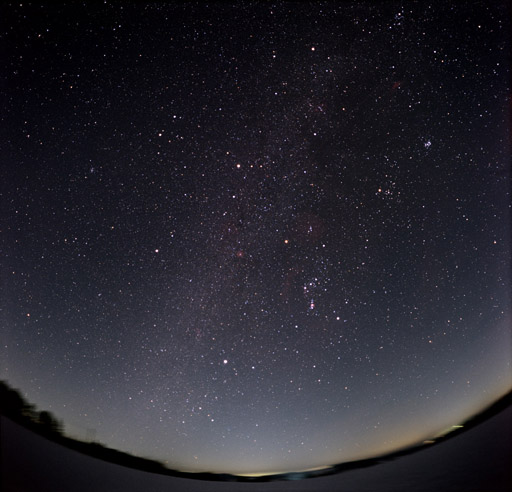
Cielo de invierno con el Triángulo de invierno al frente y al centro, formando un diamante (en realidad, un deltoide) o cruz con Saturno encima.

El Triángulo de invierno es un asterismo astronómico que dibuja un triángulo isósceles imaginario en el hemisferio norte de la esfera celeste, visible en el cielo desde diciembre hasta marzo; cuyos vértices son tres de las estrellas más brillantes: Sirio, Betelgeuse y Procyon, en las constelaciones de Canis Maior, Orión y Canis Minor, respectivamente.
Forma parte de una figura aún mayor, denominada Hexágono invernal, al añadirse a Sirio y Procyon, las estrellas Pólux, Capella, Aldebarán y Rigel como nuevos vértices, quedando en el centro Betelgeuse. 

## Visibilidad

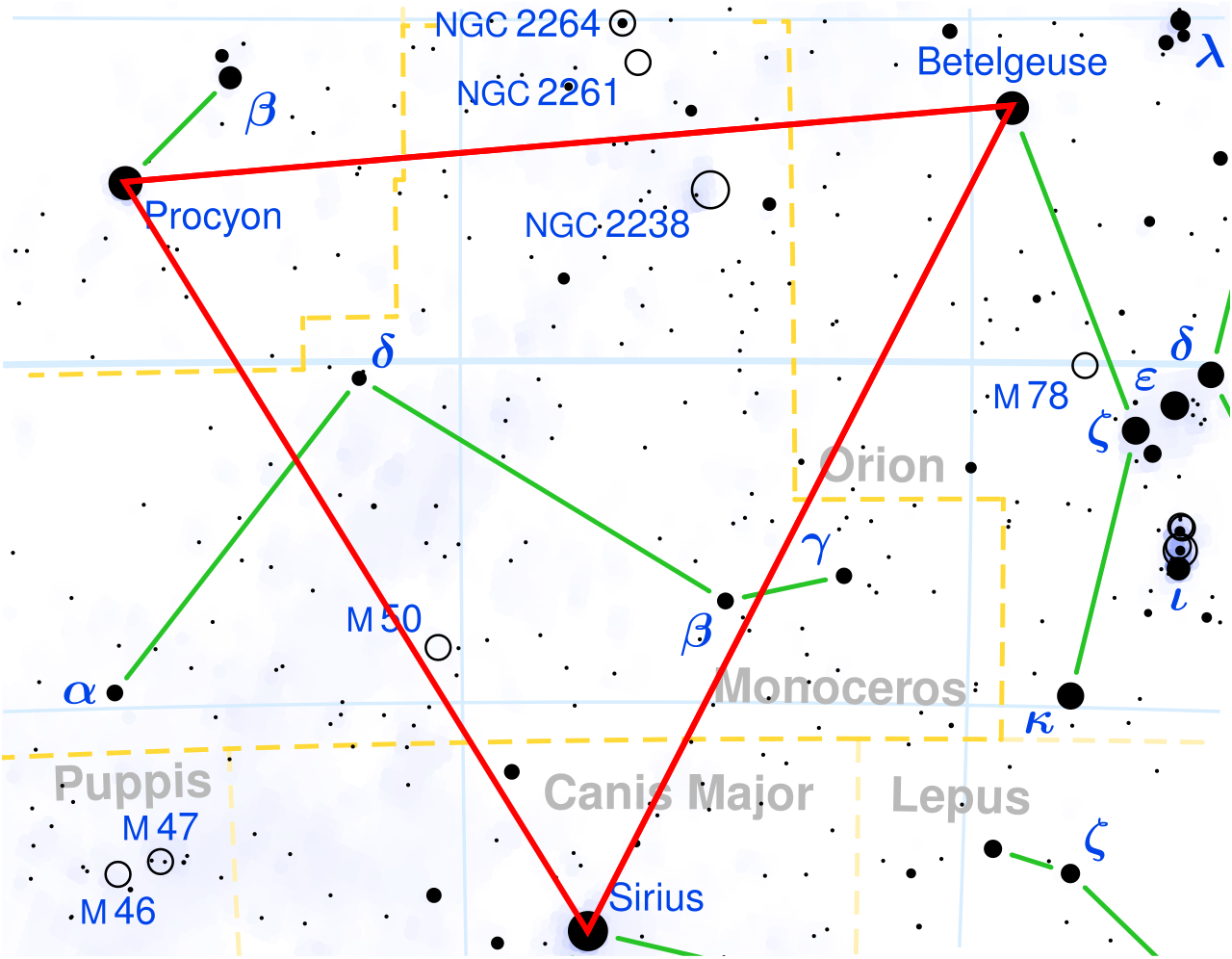
Aspecto del firmamento durante enero, con el Triángulo de invierno

Durante gran parte de la noche en el invierno boreal, este asterismo se encuentra alto en el cielo en latitudes medias del norte, pero también se puede ver durante el otoño, a primera hora de la mañana hacia el este. En primavera, se hace visible a primera hora de la tarde hacia el oeste, antes de que sus estrellas se pongan en el horizonte. Desde el hemisferio sur aparece invertido y más bajo en el cielo durante los meses de verano. 
El Triángulo de Invierno rodea la mayor parte de la débil constelación de Monoceros, aunque sus estrellas más brillantes son de cuarta magnitud y apenas perceptibles a simple vista. Incluye dos estrellas de primera magnitud, mientras que Sirio es aún más brillante. Las otras estrellas brillantes del cielo invernal se encuentran alrededor del triángulo: Orión, incluido Rigel, Aldebarán en Tauro, Cástor y Pólux en Géminis, y Capella en Auriga.

## Estrellas

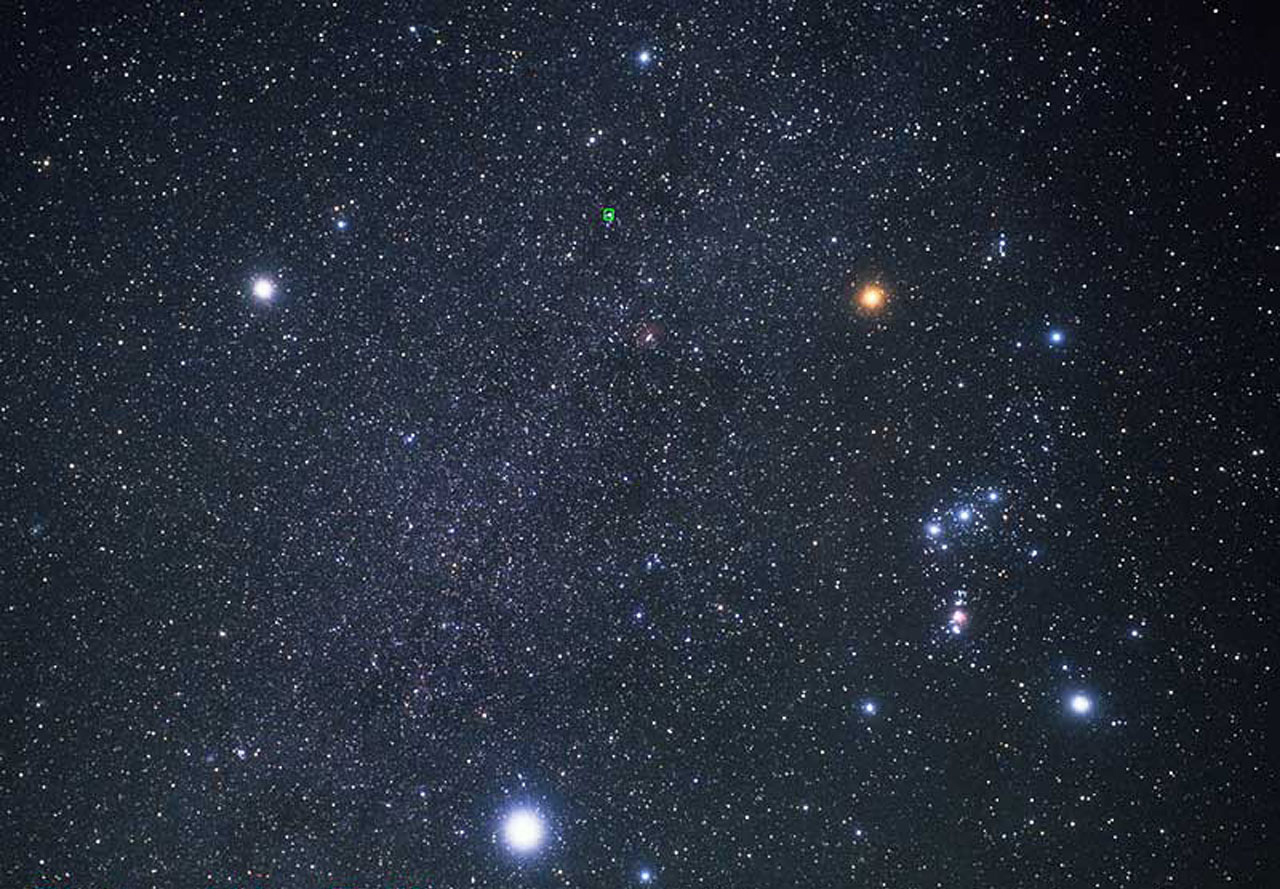
El Triángulo de invierno: Procyon a la izquierda, Betelgeuse a la derecha, y Sirio debajo.

| Nombre     | Constelación | Magnitud aparente | Luminosidad (L ☉) | Tipo espectral | Distancia (Años luz) |
| ---------- | ------------ | ----------------- | ----------------- | -------------- | -------------------- |
| Sirio      | Canis Maior  | − 1,46            | 25.4              | A1 V           | 8.6                  |
| Betelgeuse | Orión        | 0,50              | 90.000 - 150.000  | M2 Iab         | 640                  |
| Procyon    | Canis Minor  | 0.34              | 6.93              | F5 IV-V        | 11.5                 |